# Дем'яновський Погост
Дем'я́новський Погост (рос. Демьяновский Погост) — присілок у складі Бабушкінського району Вологодської області, Росія. Входить до складу Бабушкінського сільського поселення.

## Населення
Населення — 233 особи (2010; 255 у 2002).
Національний склад (станом на 2002 рік):
- росіяни — 99 %